# Joseph Ramée

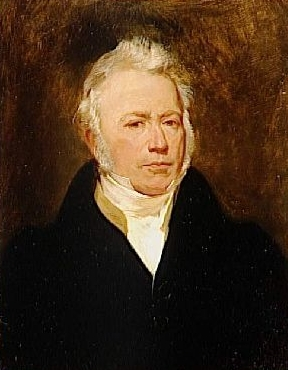
Gillot Saint-Evre, Joseph Ramée, 1832, Musée national de la coopération franco-américaine, Blérancourt

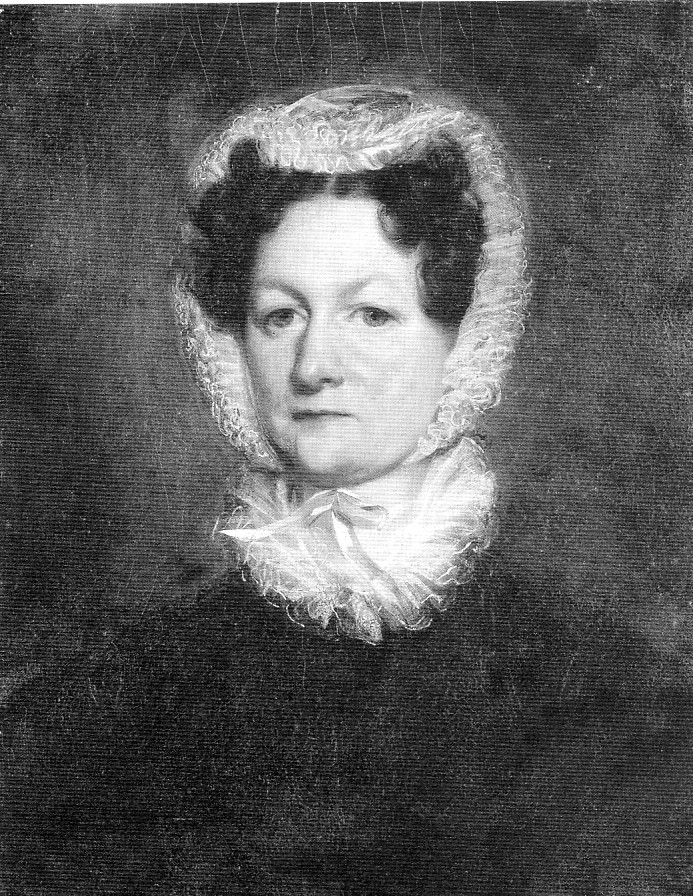
Gillot Saint-Evre,
Caroline Ramée, geb. Dreyer (1787–1873), 1835

Joseph Jacques Ramée (* 26. April 1764, Festung Charlemont bei Givet, Frankreich; † 18. Mai 1842, Schloss von Beaurains bei Noyon) war ein französischer, international tätiger Architekt, Landschaftsgestalter und Innenausstatter zur Zeit des Klassizismus.

## Allgemeines
Die Tätigkeit auf verschiedenen verwandten Arbeitsgebieten war bei Architekten seiner Zeit nicht ungewöhnlich. Bei Ramée war dieser Zug besonders ausgeprägt, weil er durch zahlreiche Ortswechsel gezwungen war, sich immer wieder sehr unterschiedlichen Auftraggebern anzupassen und jede geeignete Art von Arbeit anzunehmen.
Der vorherrschende Stil in der Architektur seiner Zeit war der Klassizismus – die Rückbesinnung auf die Kunst der griechischen und römischen Antike und die der Renaissance. In Bezug auf die unmittelbar vorangegangenen Epochen – Barock und Rokoko – führte das zu einer Vereinfachung der Baukörper und der Fassaden. Ein besonderer Aspekt war die noch weiter gehende Suche nach den grundlegenden Elementen der Architektur, den Formen der reinen Geometrie – Kubus, Pyramide und Kugel –, wie sie die radikalen Vertreter der so genannten Revolutionsarchitektur betrieben. Ramée zeigte sich zwar in der Mehrzahl seiner Arbeiten dem eigentlichen Klassizismus verpflichtet, hatte sich aber schon als Student auch die Ideen der Revolutionsarchitektur zu eigen gemacht. Sein Lehrer Bélanger meinte, Ramée habe die reine Lehre des Klassizismus respektiert, aber eine „noch weiter gehende Reinigung“ angestrebt. Als Nebenströmung des Klassizismus erwachte seinerzeit das Interesse an nichtklassischen Formen, solchen der Gotik, aus Ägypten oder China, das sich meist in Kleinbauten wie Gartenpavillons und dergleichen ausdrückte. Auch für diese Sonderformen hat Ramée Beispiele geliefert.
Im 18. Jahrhundert vollzog sich zudem ein Wandel der Park- und Landschaftsgestaltung. Der geometrisch angelegte Barockpark verschwand, es entstanden unregelmäßige oder malerisch-pittoreske Anlagen. Dieser Übergangsprozess war noch nicht abgeschlossen, als Ramée damit begann, große Teile seiner Arbeitszeit auf die Gestaltung von Parks und Gärten zu verwenden. Er hatte in Frankreich den gartenkünstlerischen Stil des Jardin anglo-chinois kennengelernt. In Deutschland beschäftigte er sich mit Entwürfen, die die Natur nachbilden, wie sie zeitgenössisch in England beliebt waren. Er selbst entwickelte nun durch Kombination seiner Eindrücke einen eigenen Stil, den er in der Folge im Hamburger Raum, in Dänemark und in den Vereinigten Staaten anwendete.
Die Quellenlage zu Leben und Werk Ramées ist unbefriedigend. Für viele Daten und Fakten gibt es deutliche Hinweise, aber keine eindeutigen Belege. Von seinen realisierten Arbeiten sind relativ wenige erhalten, dazu eine Reihe von Zeichnungen, die er selbst in den 1820er und 1830er Jahren publizierte. Die privaten Unterlagen aus seinem Nachlass sind verloren gegangen, offizielle Dokumente kaum vorhanden. Bis 1996 war keine umfassende Veröffentlichung über ihn erschienen.

## Leben und Werk

### In Frankreich
Ramée wurde 1764 in Charlemont in den französischen Ardennen, nahe der belgischen Grenze geboren. 1776 war er Zeichner in der Bauabteilung der französischen Armee in seinem Geburtsort. Um 1780 begann er in Paris eine Ausbildung im Atelier von François-Joseph Bélanger, dem Hausarchitekten des Comte d’Artois, eines Bruders des Königs Ludwig XVI. Bélanger war ein namhafter Vertreter des französischen Frühklassizismus und des Directoire-Stils. In seinem Büro erlernte Ramée durch die Mitarbeit an verschiedenen Projekten die aktuellen Formen der Architektur, der Innenraumgestaltung und der Gartenbaukunst. Sehr wahrscheinlich hatte er auch persönlichen Kontakt zu den herausragenden Vertretern der Revolutionsarchitektur, Étienne-Louis Boullée und Claude-Nicolas Ledoux. Bélanger erwähnte ihn mehrfach als vorbildlichen Schüler und Mitarbeiter. Seit 1786 arbeitete er für den Architekten Jacques Cellerier, der 1790 die Ausgestaltung des aufwändigen offiziellen Föderationsfestes („Fête de la Fedération“) zu Ehren der Französischen Revolution auf dem Marsfeld leitete. Ramée entwarf dafür vermutlich den 25 m hohen Triumphbogen, in Leinwand auf einem Holzgestell ausgeführt, und den Altar des Vaterlands.

### In Belgien und Thüringen
1792 floh Ramée wegen der Radikalisierung der Revolution nach Belgien und diente dort vorübergehend als Hilfsoffizier in der Armee des politisch gemäßigten Generals Dumouriez, der im Auftrag der Revolutionsregierung die Truppen der feindlichen Koalition in Belgien und den Niederlanden bekämpfte, bis er sich mit den Jakobinern in Paris überwarf und die Seiten wechselte. Von 1794 bis 1796 hielt sich Ramée in Thüringen auf, wo er Aufträge an den Höfen verschiedener Kleinstaaten erhielt. In Weimar gestaltete er Teile des „englischen“ Parks an der Ilm, in Meiningen und in Gotha Partien der dortigen Parkanlagen. In Gotha entwickelte er das Hauptwerk seines Aufenthalts in Thüringen, ein umfangreiches Projekt für ein klassizistisches Landhaus mit Park, das jedoch nicht zur Ausführung kam.

### In Hamburg

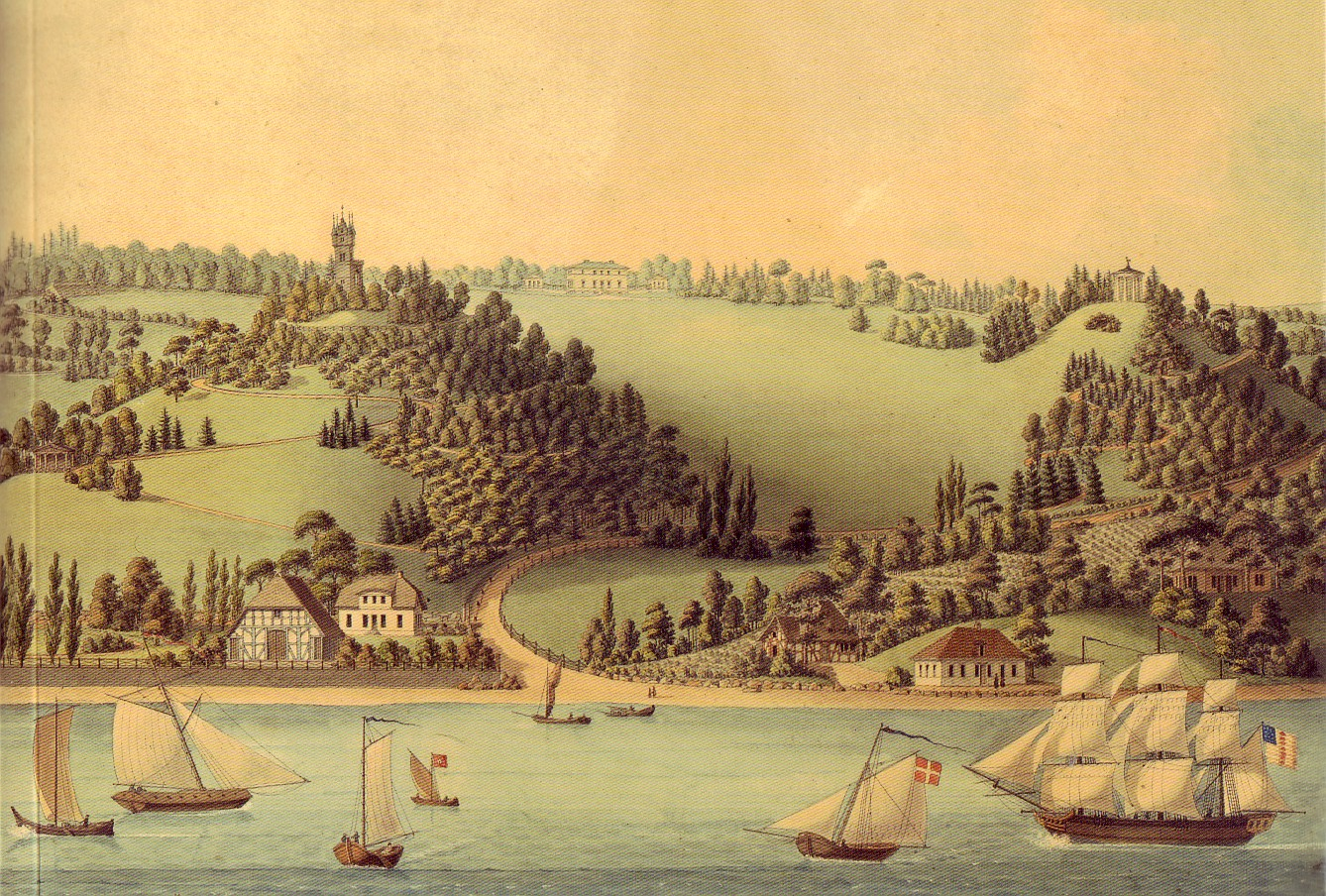
Joseph Ramée, Baurs Park, 1810, rechts oben der Monopteros

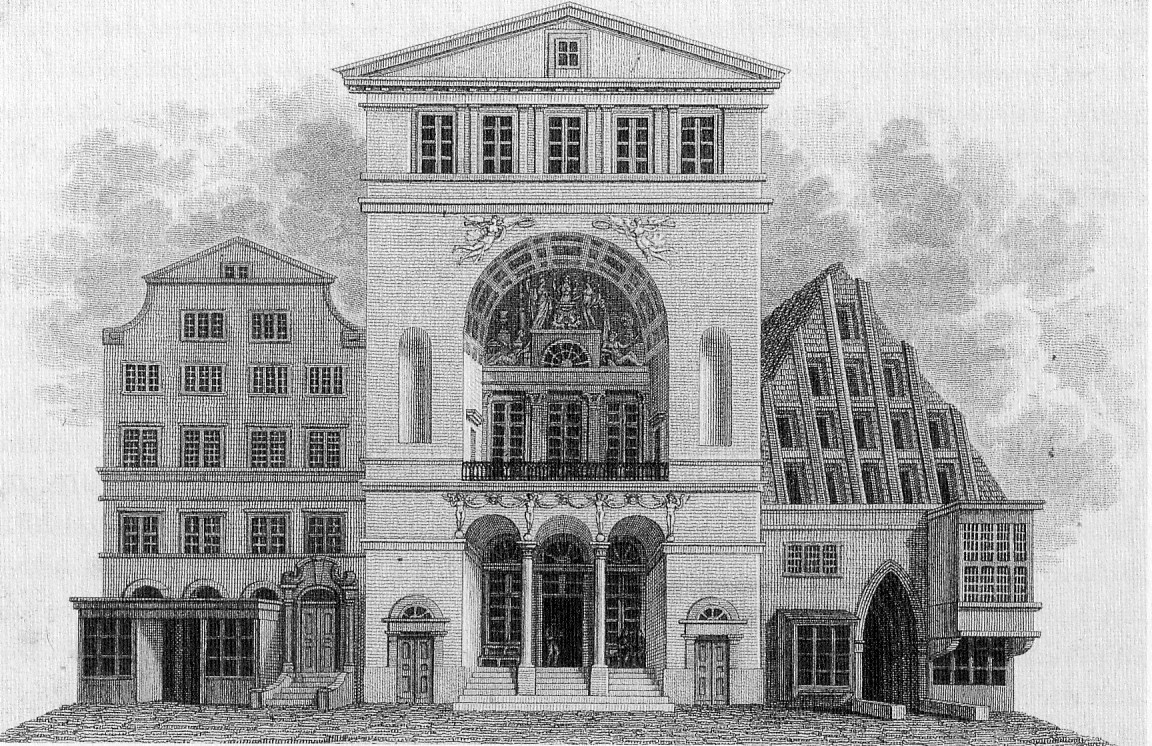
Die Börsen-Halle mit alten Nachbargebäuden, um 1804

Ramées Aufenthalt in Hamburg von 1796 bis 1810 war die längste zusammenhängende Zeit seines Lebens an einem Ort und zugleich der produktivste Abschnitt seiner Karriere. Er arbeitete für wohlhabende, alteingesessene Hamburger Bürger und wurde zum bedeutendsten Gartengestalter der Region, vor allem durch die Anlagen für Georg Friedrich Baur in Blankenese (Baurs Park), dessen Bruder Johann Heinrich Baur in Nienstedten (heute Elbschlösschen) und Georg Heinrich Sieveking in Neumühlen (heute Donners Park). „Baurs Park“ gehört zu Ramées bedeutendsten Arbeiten. Der reiche Großkaufmann Baur war ein Freund unterschiedlichster Parkarchitekturen und Ramée kam ihm darin entgegen, zum Beispiel durch den Bau eines Monopteros und einer mit Moosbänken ausgestatteten Spiegelgrotte. Um die steilen Elbhänge bepflanzen zu können, mussten Frachtkähne fruchtbaren Boden aus den südöstlich der Stadt gelegenen Vierlanden heranschaffen. Eine vorgezogene Aussichtsplattform gestattete einen Panoramablick, vorüberfahrende Segelschiffe konnten von dort mit Salutschüssen begrüßt werden. Außer diesen Anlagen in den Elbvororten legte Ramée große englische Parks in Eppendorf und Schleswig-Holstein an. Im Vorwort einer Sammlung von Lithografien, die unter anderen acht Entwürfe aus dem Umfeld von Hamburg zeigen, erläuterte er 1839: „Der Autor hofft zuversichtlich, Gartenliebhabern nützen zu können, indem er eine Serie unterschiedlichster Motive anbietet, die sich für alle Gegenden eignen […] hier kann man für jedes Gelände, das man umgestalten möchte, ein geeignetes Motiv finden.“.
1805 hatte Ramée Caroline Dreyer aus Hamburg geheiratet. Am 16. Mai 1806 wurde ihr Sohn Daniel geboren, der sich später als Architekturhistoriker und Herausgeber der Werke von Claude-Nicolas Ledoux einen Namen machte.
Masson et Ramée

Zu André Masson ist wenig bekannt. Er war vermutlich 1796 nach Hamburg gekommen. Von hier aus betrieb der ehemalige Adjutant und Hauptmann zunächst die Freilassung seines ehemaligen Vorgesetzten des Marquis de La Fayette. Er nutzte dazu seine Kontakte zu Madame de Staël, die in Charles Talleyrand ihren Verbündeten hatte.
Im Jahre 1800 wurde die Firma „Masson et Ramée“ gegründet, um das Interesse an eleganten Wohnungseinrichtungen nach französischer Art zu bedienen. Am 20. Mai 1800 erwarben sie „Die Bost“ an der Elbchaussee als Firmensitz.  Ramée hatte die künstlerische Verantwortung, Masson die kaufmännische. Das Unternehmen lieferte Möbel, Tapeten, Porzellan und Stuck sowie Decken- und Wandgemälde nach den Entwürfen Ramées für Gebäude in Hamburg und Schleswig-Holstein, aber auch in Kopenhagen und Umgebung. Im Oktober 1800 wurde eine Auktion von Sevres-Porzellan angekündigt. Das „Mobilien- und Decorations-Magazin“ war im Herrengraben 168. In der Nacht vom 3. auf den 4. Dezember 1802 zerstörte ein Feuer das Haus, in dem der komplette Warenbestand untergebracht war. Masson konnte sich retten, Ramée war abwesend. Unter den Opfern war auch der Maler Louis Le Sueur, der u. a. bei der Dekoration für die hiesigen Feierlichkeiten anlässlich des Geburtstages des englischen Königs im Juni 1802 für Masson & Ramée tätig gewesen war.
Nach dem Verlust des Hauses war das Comtoir zunächst in der Großen Michaelis Straße 115, ab Januar 1803 im Großen Burstah 52 und ab Mai 1803 in dem Haus Neustädter Fuhlentwiete 15 untergebracht, das Masson erworben hatte. Friedrich Johann Lorenz Meyer schrieb in seinen Skizzen zu einem Gemälde von Hamburg: „Gute Wahl der Muster und feiner Geschmack“ zeichne dieses Lager aus, vor allem im Vergleich mit anderen, „wo Überladung mit bunten, fremdartigen Verzierungen und Schnirkeleien eine […] geschmacksverderbende Sitte ist“. Das Unternehmen war bis zum Oktober 1806 tätig. Masson verließ Hamburg vermutlich im selben Jahr. Eine Anzeige der Insolvenz von „Masson et Ramée“ erfolgte erst Anfang Februar 1810.
1804 wurde die Hamburger Börsen-Halle eröffnet, Ramées wichtigstes Bauwerk, ein klassizistisches Gebäude mit deutlichen Bezügen zur französischen Revolutionsarchitektur. Initiator war der Großkaufmann Gerhard von Hoßtrup. Er beauftragte Ramée, weil er meinte, dass dieser sich durch „seinen seltnen Geschmack sowie durch den Umfang und die Neuheit seiner Ideen“ auszeichnete. Alle Mitarbeiter der Firma „Masson & Ramée“ wurden für die umfangreichen Aufgaben der Innenausstattung herangezogen. Der Neubau entstand in geringer Entfernung zum Sitz der eigentlichen Börse. Hinter seiner schmalen, aufsehenerregend modernen Fassade, eingefügt zwischen deutlich ältere Bauten, erstreckte sich ein tief gestaffeltes Gebäude. Mit einer großen Halle, mit Bibliothek und Lesesaal, Billardzimmern, Konzertsaal, Speisesaal und weiteren Räumen stand die Börsen-Halle den Hamburger Kaufleuten für geschäftliche Gespräche, zur Weiterbildung, für Kultur und Erholung zur Verfügung. Um 1830 wurden die alten Nebengebäude durch zwei stilistisch angeglichene Seitenflügel ersetzt. 1842 fiel das Ensemble – inzwischen ein viel beachtetes Wahrzeichen der Stadt – dem Hamburger Brand zum Opfer.

### In Mecklenburg

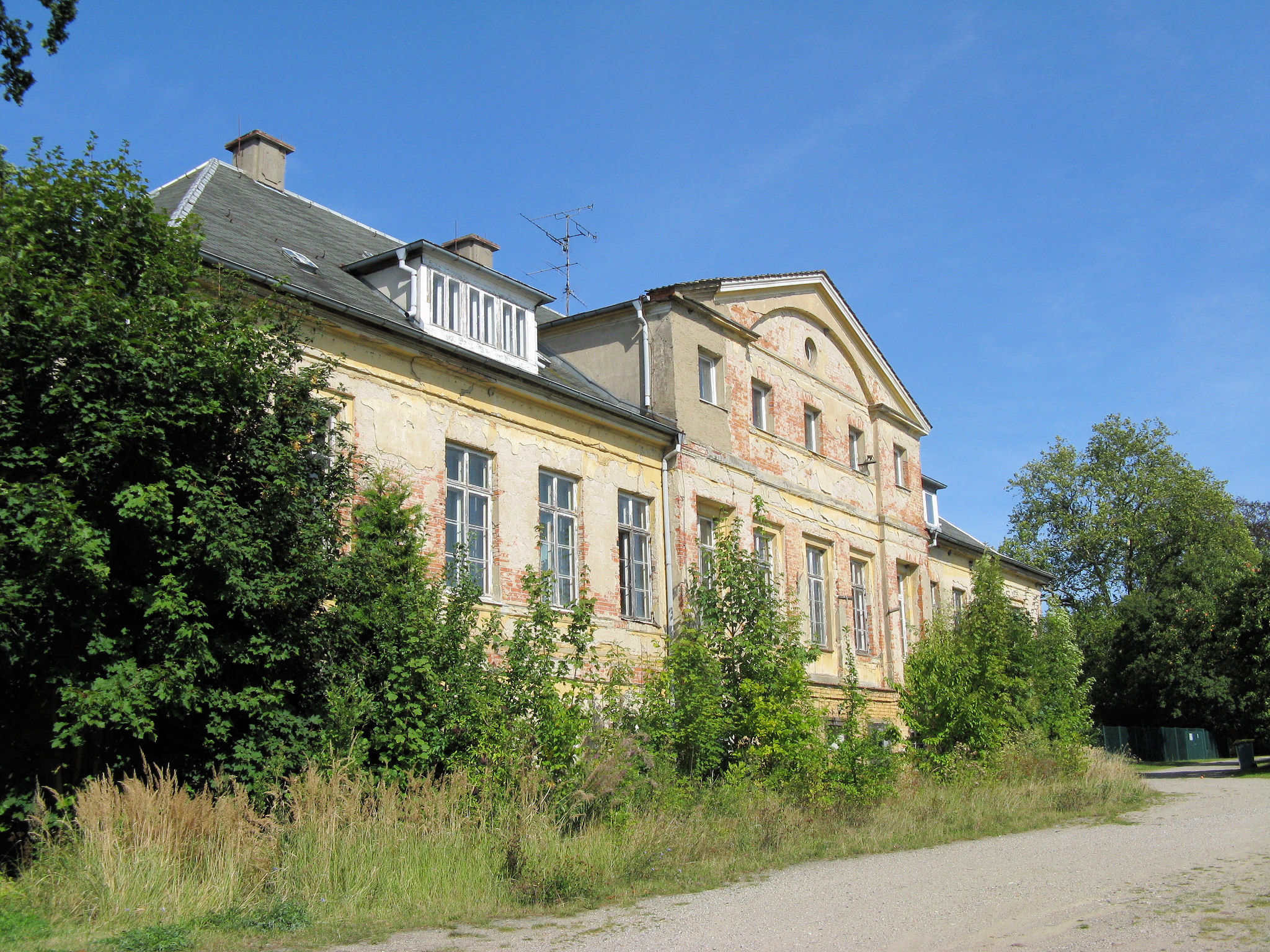
Gutshaus in Rothspalk

Bevor Ramée Hamburg verließ, erhielt er vom Freiherrn Johann Peter von Möller-Lilienstern nachweislich den Auftrag, einen Plan für dessen neues Herrenhaus in Rothspalk zu entwerfen. Der Bauherr war mit der Familie von John Parish bekannt, er war vor seiner Nobilitierung 1804 in Wien als Peter Möller zehnprozentiger Teilhaber der Firma Parish & Co. in Hamburg. Der Bau wurde in Abwesenheit Ramées ausgeführt und im Jahr 1814 fertiggestellt. Das Haus hat bis in die Gegenwart nur wenige Veränderungen erfahren und steht so heute in einer fast unveränderten Umgebung in der Mecklenburger Schweiz. Eine Beteiligung Ramées am Entwurf des Parks in Rothspalk gilt als sehr wahrscheinlich; dieser ist demnach während des zweiten Aufenthaltes Ramées in Hamburg nach 1830 angelegt worden. Einige Indizien, wie zum Beispiel die Existenz eines amerikanischen Eiskellers in dem Park, unterstützen diese Annahme. In diese Zeit fällt auch der Bau des Gutshauses in Gottin. Hier war der Bauherr John Parishs Sohn Richard (1776–1860), eine Beteiligung Ramées an der Park- und Gutshausgestaltung wird vermutet. Der Park in Varchentin wurde Peter Joseph Lenné zugeschrieben; auch hier gibt es Vermutungen, dass Ramée an der Planung zumindest beteiligt gewesen ist. Der Varchentiner Park wurde im Auftrag des Hamburger Bankiers Gottlieb Jenisch angelegt und trägt durchaus die Handschrift Joseph Ramées. Eine letzte Vermutung wurde von Felix Lüdemann aufgestellt und betrifft das Gutshaus in Benz bei Lübtheen. Dieses existiert heute nicht mehr und ist nur auf alten Fotografien zu sehen. Es wurde im Stil des „American Colonial“ um 1830 im Auftrag von Ernst-Friedrich von Treuenfels errichtet und war damit äußerst ungewöhnlich für Mecklenburger Gutshäuser gestaltet, was auf eine Urheberschaft Joseph Ramées hindeutet.
Zuvor wurde Ramée Ende 1801 vom Erbprinzen Friedrich Ludwig zu Mecklenburg mit der Innenausstattung des späteren Alexandrinenpalais in Schwerin und 1804 mit dem Bau des Mausoleums der Helena Pawlowna im Schlosspark Ludwigslust beauftragt, welches 1808 vollendet worden ist. Nach Auffassung des amerikanischen Architekturhistorikers Paul V. Turner erfolgte die Ausführung unter Übernahme von Planungselementen von Joseph Christian Lillie, der ebenfalls mit einem Planentwurf beauftragt worden war.

### In den USA
Nach einem Zwischenaufenthalt in Frankreich von 1810 bis 1812 reiste Ramée im Juni 1812, auch um den Wirren der Napoleonischen Kriege in Europa zu entgehen, in den Nordosten der Vereinigten Staaten von Amerika. Dort geriet er in die Anfangsphase des Britisch-Amerikanischen Krieges (1812–1814) und wurde sofort mit Festungsbauten in der Kleinstadt Ogdensburg beauftragt. Eigentlich war er dem Ruf eines Bekannten gefolgt, des Hamburger und Antwerpener Geschäftsmanns David Parish, der sich 1805 in Philadelphia (Pennsylvania) niedergelassen hatte, sehr schnell sehr reich geworden war, große Ländereien erworben hatte und diese nun bebauen bzw. gestalten lassen wollte. Auch Ramée siedelte sich in Philadelphia an. Für Parish und andere Auftraggeber entwarf er Zweckgebäude unterschiedlichster Art sowie mehrere ausgedehnte Gartenanlagen mit Landhäusern in den Bundesstaaten New York und Maryland. Sein Wettbewerbsbeitrag für ein Denkmal für George Washington in Baltimore, das wichtigste derartige Projekt jener Zeit in Amerika, wurde nicht ausgeführt.
1813 erhielt er den Auftrag für das größte Vorhaben seiner Laufbahn, den Neubau des Union College in Schenectady (New York). Auf einer Grünfläche von 28 Hektar außerhalb der Stadt sollte das neben Harvard und Yale drittgrößte College der USA entstehen. Ramée entwarf eine komplexe Campusanlage, ein Ensemble aus Wohn- und Arbeitsstätten für Lehrende und Lernende, umgeben von einem gestalteten Landschaftsgarten – damals der anspruchsvollste Universitätsbau und später das Vorbild für viele derartige Anlagen in den USA. Aus finanziellen Gründen wurden die Pläne Ramées nie vollständig ausgeführt.

### Wieder in Europa

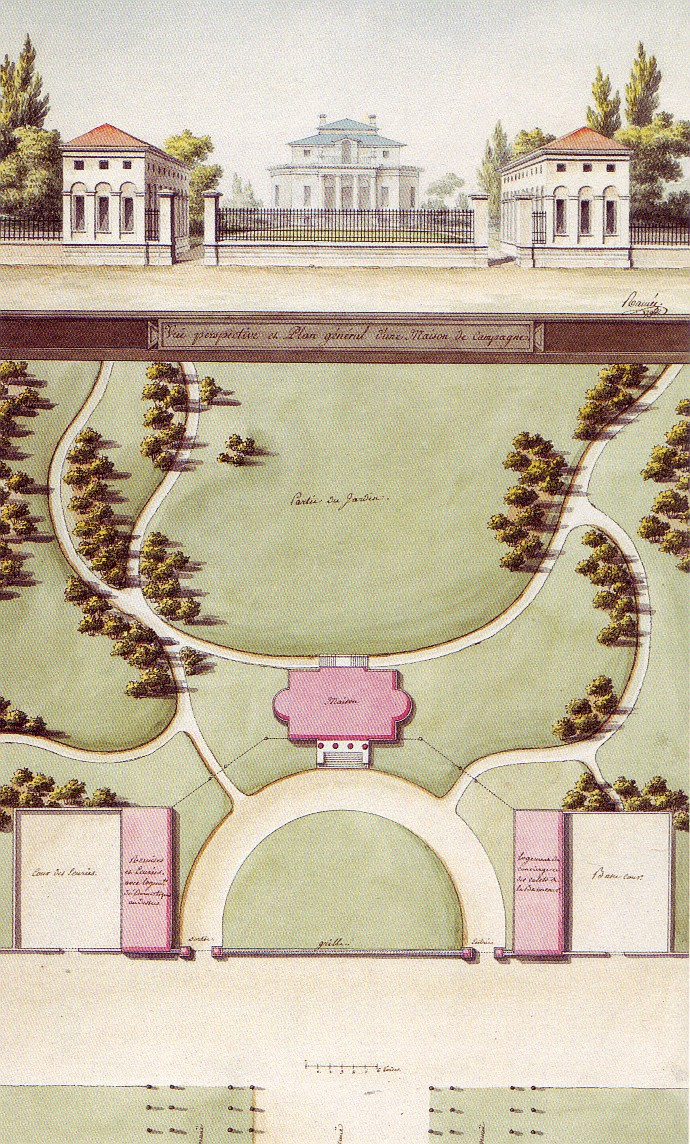
Landhaus, Ansicht und Lageplan, 1796
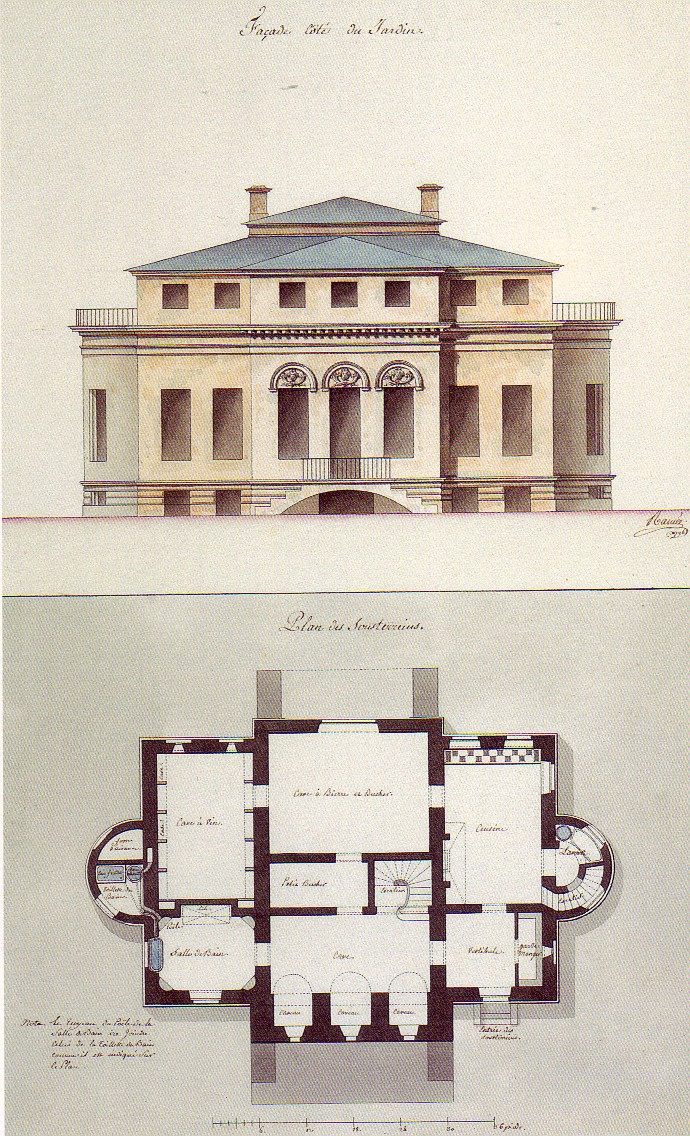
Landhaus, Gartenfassade und Sockelgeschoss, 1796
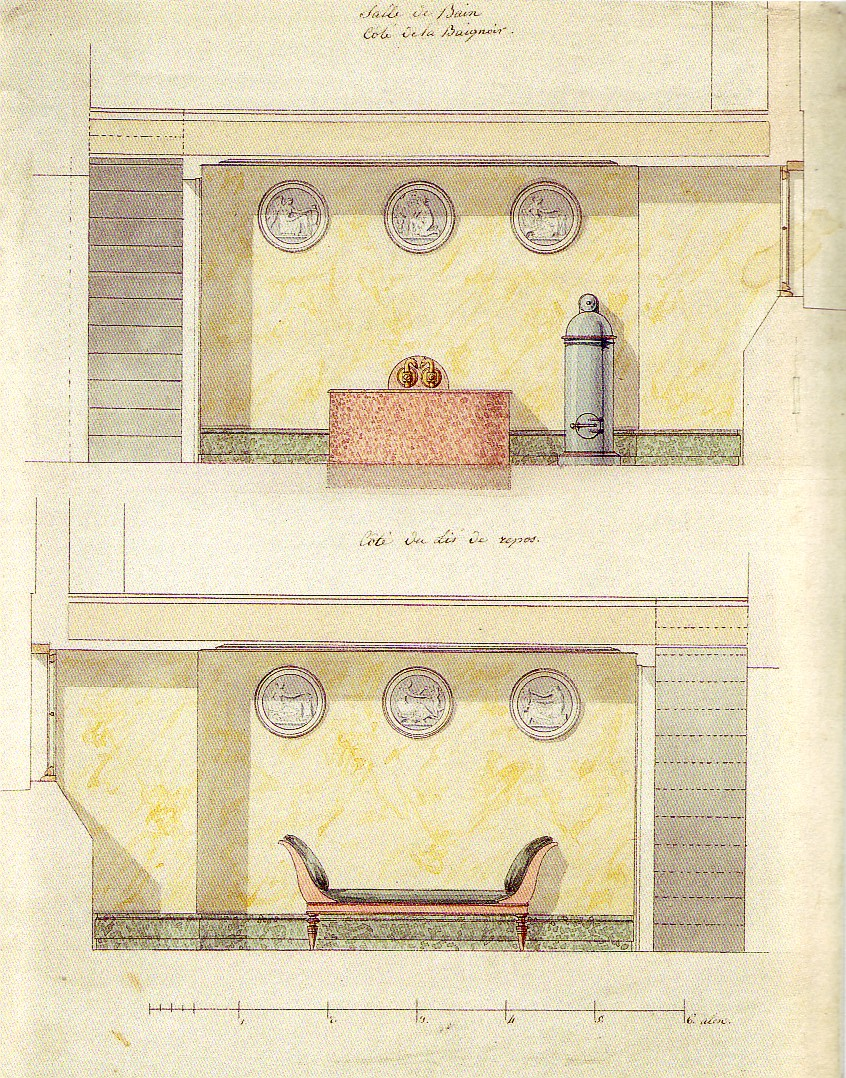
Badezimmer im Stadthaus für Constantin Brun, Kopenhagen
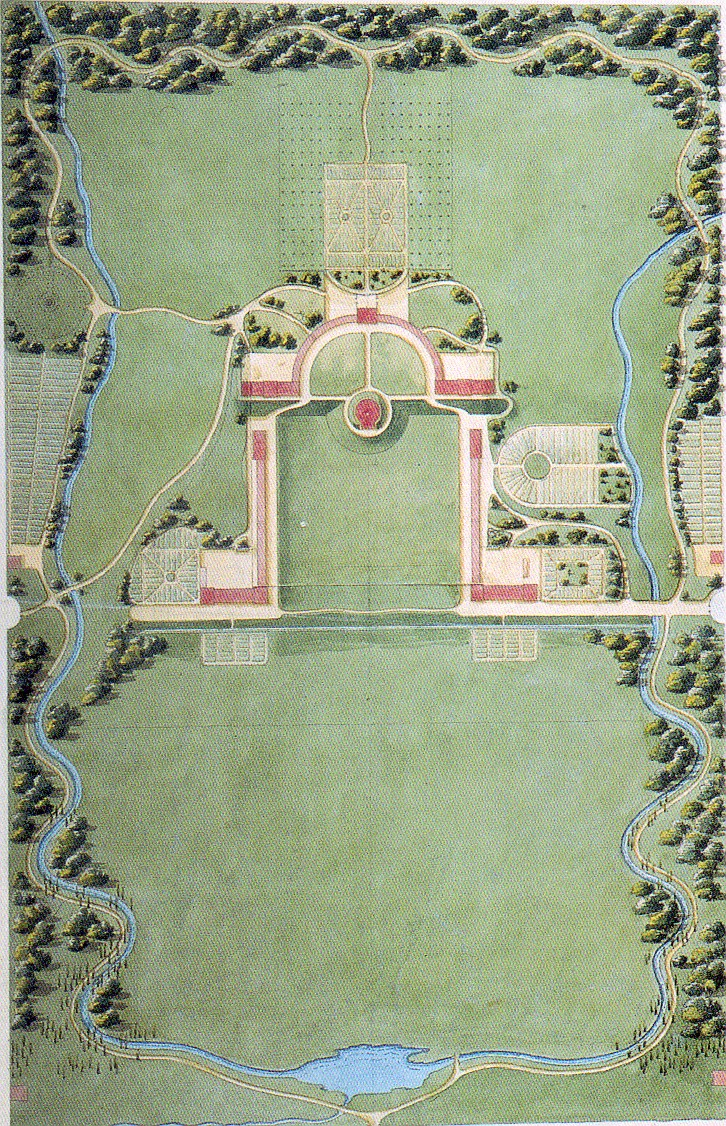
Union College in Schenectady, Lageplan, um 1813

Als die Auftragslage unbefriedigend wurde, verließ Ramée 1816 die USA und ließ sich in der Industrielandschaft im Süden Belgiens nieder, wo die Voraussetzungen für lohnende Aufträge vorhanden waren. Hier gestaltete er eine Reihe von Gartenanlagen. Seit etwa 1823 lebte er wieder in Paris. Er lieferte Entwürfe für zwei Pariser Plätze und für die Champs-Elysées und legte Gärten in Verneuil bei Reims und Carlepont bei Noyon an. Außerdem gab er ein Tafelwerk mit Abbildungen seiner wichtigsten Arbeiten heraus: „Jardins irréguliers, maisons de campagne, de tous genres et de toutes dimensions …“ („Außergewöhnliche Gärten und Landhäuser aller Art und Größe …“).
Um 1830 kam er zu seinem zweiten längeren Aufenthalt nach Hamburg. Kontakte zu den Verwandten seiner Frau und zu alten Freunden und Auftraggebern waren erhalten geblieben und erleichterten den Wiederanfang. Für die Dauer dieses Aufenthalts in der Stadt sind fünf Aufträge für Gartenanlagen nachgewiesen. Gegenüber den früheren Hamburger Arbeiten Ramées zeigten die Gärten ein verändertes Aussehen. In Übereinstimmung mit der allgemeinen Entwicklung in den vergangenen Jahrzehnten war das Landschaftsbild weniger offen und weitläufig, das Wegenetz dichter, der Gesamteindruck kleinteiliger.
Um 1837 kehrte Ramée nach Paris zurück. 1837 und 1839 gab er nochmals Bildwerke mit Ansichten seiner Arbeiten heraus. 1839 erwarb er zusammen mit einer verwandten Familie das Château de Beaurains bei Noyon. 1841, nach einigen Umbauten, bezogen beide Familien das Schloss. Hier starb Joseph Ramée am 18. Mai 1842. Er wurde auf dem Friedhof der Kirche von Beaurains beigesetzt.